# Liste der Mitglieder der National Academy of Sciences/2002
Im Jahr 2002 wählte die National Academy of Sciences der Vereinigten Staaten 87 Personen zu ihren Mitgliedern.

## Neugewählte Mitglieder
- Harvey J. Alter
- Boris L. Altshuler
- Kathryn V. Anderson (1952–2020)
- Juan Luis Arsuaga
- Barry C. Barish
- Jacqueline K. Barton
- Adriaan Bax
- Zdenek P. Bazant
- Philip A. Beachy
- Manuel Blum
- John Bongaarts
- Patrick O. Brown
- Carlos J. Bustamante
- William C. Campbell
- Harvey Cantor
- Susan E. Carey
- John E. Carlstrom
- Constance L. Cepko
- Vicki L. Chandler
- Francis V. Chisari
- William C. Clark
- George H. Denton
- John F. Doebley
- W. Ford Doolittle
- Jennifer A. Doudna
- Donald N. Duvick (1924–2006)
- Richard A. Easterlin
- Gerhard Ertl
- Charles T. Esmon
- Lajos Ferenczy (1930–2004)
- Sergio Henrique Ferreira (1934–2016)
- Richard A. Flavell
- Joseph F. Fraumeni, Jr.
- Charles R. Gallistel
- Laurie H. Glimcher
- Michael F. Goodchild
- Morris Goodman (1925–2010)
- Richard H. Goodman
- John P. Grotzinger
- Jan-Ake Gustafsson
- Willy Haeberli (1925–2021)
- Charles B. Harris (1940–2020)
- Kristen Hawkes
- John L. Hennessy
- Brian John Hoskins
- Vernon Martin Ingram (1924–2006)
- Thomas M. Jessell
- Wolfgang Ketterle
- H. Jeffrey Kimble (1948–2024)
- Eric I. Knudsen
- Ho-Wang Lee (1928–2022)
- Michael Levitt
- Tom C. Lubensky
- Alan G. MacDiarmid (1927–2007)
- Tak Wah Mak
- Geoffrey W. Marcy
- Gail R. Martin
- Rowena G. Matthews
- David W. McLaughlin
- James C. McWilliams
- G. Balakrish Nair
- Richard E. Nisbett
- Tomoko Ohta
- Saul Perlmutter
- Veerabhadran Ramanathan
- Mark A. Ratner
- Anatol Roshko (1923–2017)
- David P. Ruelle
- Joshua R. Sanes
- Peter Sarnak
- David W. Schindler (1940–2021)
- Stephen H. Schneider (1945–2010)
- Gerald Schubert
- Peter W. Shor
- David O. Siegmund
- Yum-Tong Siu
- Patricia G. Spear
- Bruce M. Spiegelman
- Thomas C. Sudhof
- Lawrence H. Summers
- David Tilman
- Scott D. Tremaine
- J. Craig Venter
- Sheldon Weinbaum
- Richard V. Wolfenden
- Chi-Huey Wong
- Francisco de la Cruz